# Маунт-Хаген
Маунт-Хаген (англ. Mount Hagen, ток-писин Maun Hagen) — пятый по величине город Папуа — Новой Гвинеи с населением 46 256 человек. Является столицей провинции Уэстерн-Хайлендс и находится в большой плодородной долине Вахги в центре острова Новая Гвинея на высоте 1677 м.
Хайлендское шоссе является основной транспортной артерией, соединяющей Маунт-Хаген с прибрежными городами Лаэ и Маданг.
Город назван в честь вулкана Маунт-Хаген, расположенного примерно в 24 км к северо-западу. Вулкан был назван в честь немецкого колониального офицера Курта фон Хагена.

## География и климат
Город Маунт-Хаген расположен в центральной части страны, в горном регионе близ горы Вильгельм, на высоте 1996 м над уровнем моря. Является административным центром провинции Уэстерн-Хайлендс. Маунт-Хаген быстро растёт. В настоящее время — 5-й по величине город Папуа-Новой Гвинеи, в то время как в 1980 году он был лишь 7-м. В городе построен крупный аэропорт, который используется в том числе и при перелётах по международным линиям.
В связи с тем, что Маунт-Хаген находится в горном регионе, он располагает относительно прохладным для европейцев климатом.

## Население
По данным на 2013 год численность населения города составляла 46 256 человек.
Динамика численности населения города по годам:
| 1980   | 1990   | 2000   | 2013   |
| ------ | ------ | ------ | ------ |
| 13 642 | 17 392 | 27 782 | 46 256 |

## История и традиции
Маунт-Хаген был основан в 1934 году, когда в находившейся тогда под опекой Австралии Новой Гвинее прокладывалась шоссейная магистраль. Назван в честь Курта фон Хагена, немецкого колониста и чиновника времён Германской Новой Гвинеи.
Маунт-Хаген является чем-то вроде форпоста цивилизации в этом регионе страны, так как далее начинаются территории горных племён Новой Гвинеи. Однако город также является одним из самых криминогенных мест страны, поэтому туризм здесь развит слабо.
Маунт-Хаген — крупный торговый центр горного региона, с которым может конкурировать лишь город Горока в провинции Истерн-Хайлендс. Оба города служат также местом проведения ежегодного Горного фестиваля, на который собираются представители разных горных народностей для взаимного знакомства, празднования и улаживания споров.
Каждый год в Маунт-Хагене проводится культурное шоу, одно из крупнейших культурных событий в Папуа — Новой Гвинее. Различные региональные, провинциальные, даже национальные племенные танцевальные коллективы собираются, чтобы отпраздновать своё культурное наследие в виде синг-синга.
Традиционная культура и верования остаются сильными в Маунт-Хагене и вокруг него. В 2009 и 2013 годах сообщается о сожжении заживо женщин по обвинению в колдовстве.
В 12,5 км к северо-востоку от Маунт-Хагена находится древнее земледельческое поселение Кука, включенное в список Всемирного наследия

## Климат
| Показатель                    | Янв. | Фев. | Март | Апр. | Май | Июнь | Июль | Авг. | Сен. | Окт. | Нояб. | Дек. | Год  |
| ----------------------------- | ---- | ---- | ---- | ---- | --- | ---- | ---- | ---- | ---- | ---- | ----- | ---- | ---- |
| Средний суточный максимум, °C | 29   | 29   | 29   | 29   | 29  | 28   | 28   | 28   | 29   | 30   | 30    | 30   | 29   |
| Средний суточный минимум, °C  | 12   | 13   | 13   | 12   | 12  | 11   | 11   | 11   | 11   | 12   | 12    | 12   | 12   |
| Норма осадков, мм             | 283  | 299  | 309  | 249  | 180 | 122  | 135  | 163  | 193  | 218  | 208   | 279  | 2638 |
| Источник: Мировой климат      |      |      |      |      |     |      |      |      |      |      |       |      |      |

## Города-побратимы
- Ориндж (Австралия)